# أحمد بن محمد الفاسي الفهري
أحمد بن محمد الفاسي الفهري ، ( ولد 1093 هـ ، فاس / توفي 1164 هـ ، فاس ) . فقيه و عالم مغربي من علماء القرن الثاني عشر الهجري.

## سيرته
هوأبو العباس أحمد بن محمد بن عبد القادر الفاسي، ولد بفاس سنة 1093 هـ و نشأ بها و قرأ القرآن ثم أخذ في طلب العلم، فقرأ على أبيه و أخيه الشيخ أبي عبد الله الطيب، و حضر لمجالس أخر لغيرهما. كان الفقيه أحمد بن محمد الفاسي لا يخلو من الاستفادة بمباحثة الأشياخ، و مطالعة الكتب و التقييد و الحفظ و الإدراك و التحصيل كما أنه كان محبا للسماع و ينفعل له و لا سيما ما كان منه منطبعا على أحد طبوع الموسيقى، حتى لا يكاد أحد يحسن الطبوع على كثرتها مثله، و لم يحطه ذلك لمجالسة السفهاء، و لا منعه مما كان عليه من مخالطة الكبراء.

## نوبة رمل الماية
كما جاء في كتاب من وحي الرباب للحاج عبد الكريم الرايس أن نوبة رمل الماية و هي مجموعة أشعار متداولة في طرب الآلة المغربية كانت أشعارها و أزجالها تدور حول الغزل و الخمريات و وصف غروب الشمس في الأصل غير أن الشيخ أبا العباس أحمد بن محمد بن عبد القادر الفاسي - من علماء القرن الثاني عشر الهجري - و كان عالما موسيقيا قام بتحويل أشعار هذه النوبة إلى أشعار في مدح النبي عليه السلام و الشوق إليه نظرا لما تحمله ألحان النوبة من معاني السمو و الجلال و العظمة و هكذا أصبحت هذه النوبة منذ هذا التاريخ خاصة بمدح النبي عليه الصلاة و السلام و توجد في بعض الكنانيش و المجموعات القديمة الأشعار التي كانت تغنى في نوبة رمل الماية قبل أن يدخلها هذا التغير.

## وفاته
كانت وفات الفقيه أحمد بن محمد الفاسي الفهري - رحمه الله - في شوال سنة 1164 هـ بالشوم فجأة بين وادي سبو و ورغة، راجعا من زيارة القطب سيدي عبد السلام بن مشيش، فحمل إلى فاس و دفن بزاوية جده بظهر والده سيدي محمد بن عبد القادر الفاسي.